# Bojan Bogdanović
Bojan Bogdanović (ur. 18 kwietnia 1989 w Mostarze) – chorwacki koszykarz urodzony w Bośni i Hercegowinie, od 2024 zawodnik New York Knicks.
Karierę rozpoczął w Zrinjski Mostar, gdzie grał przez dwa lata, a następnie przeszedł do Realu Madryt. Później występował też w CB Murcii i Cibonie Zagreb i Fenerbahçe Ülker.

## Kariera w NBA
W drafcie w 2011 został wybrany przez Miami Heat, ale natychmiast został oddany do New Jersey Nets za Norrisa Cole’a. 22 lipca 2014 podpisał kontrakt z Nets.
22 lutego 2017 został wytransferowany wraz z Chrisem McCulloughem do Washington Wizards w zamian za Marcusa Thorntona, Andrew Nicholsona oraz przyszły wybór I rundy draftu 2017.
10 lipca 2017 został zawodnikiem Indiany Pacers.
7 lipca 2019 został zawodnikiem Utah Jazz. 8 lutego 2024 trafił w wyniku wymiany do New York Knicks.

## Osiągnięcia
Stan na 7 marca 2024, na podstawie, o ile nie zaznaczono inaczej.

### NBA
- Zaliczony do II składu debiutantów NBA (2015)[10]
- Uczestnik Rising Stars Challenge (2015, 2016)
- Debiutant miesiąca NBA (kwiecień 2015)

### Inne drużynowe
- Mistrz:
  - Turcji (2014)
  - Chorwacji (2010)
- Wicemistrz Ligi Adriatyckiej (2010)
- Zdobywca:
  - Superpucharu Turcji (2014)
  - pucharu Turcji (2013)
- Finalista pucharu Chorwacji (2010)
- Uczestnik rozgrywek TOP 16 Euroligi (2012–2014)

### Inne indywidualne
- MVP:
  - 4. kolejki TOP 16 Euroligi (2009/10)
  - 5. kolejki TOP 16 Euroligi (2012/13)
  - Uczestnik meczu gwiazd ligi:
    - tureckiej (2013)
    - chorwackiej (2010)

### Reprezentacja
- Uczestnik:
  - mistrzostw świata (2010 – 14. miejsce, 2014 – 10. miejsce)
  - igrzysk olimpijskich (2016 – 5. miejsce)
  - mistrzostw Europy:
    - 2011 – 13. miejsce, 2013 – 4. miejsce, 2015 – 9. miejsce)
    - U–16 (2005 – 8. miejsce)
    - U–18 (2006 – 10. miejsce)
    - U–20 (2009 – 8. miejsce)

  - turnieju London Invitational (2011 – 3. miejsce)
- Zaliczony do I składu Eurobasketu (2013)
- Lider strzelców igrzysk olimpijskich (2016)